# Wilhelm Keim
Wilhelm Keim (Oberhausen, 1 de dezembro de 1934) é um químico alemão e professor emérito de engenharia química.

## Biografia
Wilhelm Keim foi uma figura chave no desenvolvimento do SHOP (Shell higher olefin process).

SHOP processo

Este processo tem uma ampla gama de aplicações em muitas áreas da química industrial, por exemplo, para a modificação do polietileno e da olefina e etileno copolímero, como matéria-prima para a síntese de álcoois graxos (via metátese e hidroformilação), sulfonação para α-over sulfonato de olefina.
Estudou química nas Universidades de Münster e Saarbrücken. Obteve um doutorado no Max-Planck-Institute für Kohlenchemie em Mülheim. 
Após vários anos de atividade industrial, em 1973, assumiu uma posição na Universidade Técnica de Aachen, (sucessor Friedrich Asinger), onde dirigiu o Instituto de Técnico de Química e Petroquímica. 